# أل سانتوس (محامي)
أل سانتوس (بالإنجليزية: Al Santos) هو محامي أمريكي، ولد في 1965 في كاراكاس في فنزويلا.

## وصلات خارجية
- الموقع الرسمي